# Đinh Tiên Hoàng (HQ-011)
Đinh Tiên Hoàng (HQ-011) là một tàu frigate thuộc lớp tàu hộ vệ Gepard, đề án 11661E (Gepard 3.9) của Hải quân Nhân dân Việt Nam và cũng là chiếc đầu tiên thuộc lớp này mà Hải quân Nhân dân Việt Nam nhận được trong tổng số 4 tàu. Tính đến năm 2018 đã có 4 tàu thuộc lớp này được Nga giao cho phía Việt Nam.
Tàu được Bộ Quốc phòng Việt Nam đặt hàng với Nga vào ngày 12 tháng 5 năm 2006 với giá khoảng 175 triệu USD. Hợp đồng này bao gồm 2 chiếc thuộc lớp tàu hộ vệ Gepard 3.9 sẽ được đóng cho Việt Nam tại nhà máy đóng tàu Zelenodolsk, tổng giá trị lên đến 350 triệu USD. Tàu được đặt lườn ngày 10 tháng 07 năm 2007, hạ thủy ngày 16 tháng 03 năm 2011 và nhập biên chế ngày 23 tháng 03 năm 2011 vào biên chế Lữ đoàn 162, Vùng 4 Hải quân Nhân dân Việt Nam.
HQ-011 được đặt tên theo vị vua Đinh Tiên Hoàng của Việt Nam giai đoạn 968–979. 22 tháng 8 năm 2011, Hải quân Nhân dân Việt Nam biên chế chiếc tàu thuộc lớp Gepard 3.9 thứ hai mang tên Lý Thái Tổ (HQ-012) trong hợp đồng 2 chiếc ký năm 2006. Hiện còn 2 chiếc Gepard 3.9 khác đang được đóng tại Nga và dự kiến sẽ nhận vào năm 2016 và 2017.
Hiện nay, Đinh Tiên Hoàng và Lý Thái Tổ là 2 trong số những tàu hộ vệ tên lửa hiện đại nhất của Hải quân Nhân dân Việt Nam.
Đinh Tiên Hoàng được trang bị hệ thống thiết bị điện tử và vũ khí vừa phải, phù hợp với xu thế tác chiến dài ngày. Có trọng tải choán nước là 1930 tấn, vận tốc tối đa 27 hải lý/giờ, tầm hoạt động 7.000 km, có thể hoạt động liên tục trong 15 ngày, thủy thủ đoàn gồm 98 người. HQ-011 được trang bị hệ thống gây nhiễu Bell Squat kết hợp với kết cấu của tàu giúp cho nó có khả năng tàng hình trước radar của đối phương, ra đa Cross Dome, 2 thiết bị chắn thụ động Bell Shroud, sonar phát hiện tàu ngầm, 4 hệ thống phun khói ngụy trang Pk-16, tàu còn có 1 sàn đáp trực thăng cùng 1 nhà chứa cho trực thăng chống ngầm Kamov Ka-28.
Vũ khí trên tàu bao gồm 1 pháo AK-176M 76,2 mm gồm 500 viên đạn, 2 pháo AK-630 CIWS 30 mm để phòng không, dự trữ đạn mỗi khẩu là 2000 viên được điều khiển bởi hệ thống kiểm soát hỏa lực Bass Tilt, 8 tên lửa  chống hạm Kh-35E Uran, tầm bắn 130 km, vận tốc cận âm Mach 0,8. Một hệ thống phòng không Kashtan CIWS gồm 2 pháo AO-18K, mỗi pháo có 6 nòng 30 mm, 8 tên lửa hải đối không 9M311.

## Các tàu trong lớp tàu hộ vệ Gepard của Hải quân Nhân  dân Việt Nam
| Chủ sở hữu                 | Tên                      | Nhà máy đóng tàu        | Đặt mua              | Hạ thủy              | Nhập biên chế       | Tình trạng     |
| -------------------------- | ------------------------ | ----------------------- | -------------------- | -------------------- | ------------------- | -------------- |
| Hải quân Nhân dân Việt Nam | Đinh Tiên Hoàng (HQ-011) | Nhà máy Zelenodolsk Nga | 10 tháng 7 năm 2007  | 12 tháng 12 năm 2010 | 23 tháng 3 năm 2011 | Đang hoạt động |
| Hải quân Nhân dân Việt Nam | Lý Thái Tổ (HQ-012)      | Nhà máy Zelenodolsk Nga | 27 tháng 11 năm 2007 | Tháng 7 năm 2011     | 22 tháng 8 năm 2011 | Đang hoạt động |
| Hải quân Nhân dân Việt Nam | Quang Trung (HQ-013)     | Nhà máy Zelenodolsk Nga | ?                    | ?                    | ?                   | Đang hoạt động |
| Hải quân Nhân dân Việt Nam | Trần Hưng Đạo (HQ-014)   | Nhà máy Zelenodolsk Nga | ?                    | ?                    | ?                   | Đang hoạt động |

## Chú thí
1. ↑  Uy lực chiến hạm Đinh Tiên Hoàng của hải quân Việt Nam
2. ↑  John Pike (ngày 20 tháng 1 năm 1920). "Gepard Class – Project 1166.1". Globalsecurity.org. Truy cập ngày 11 tháng 11 năm 2012.
3. 1 2 3  "Project 11661 Gepard Class Frigates". Naval Technology. ngày 15 tháng 6 năm 2011. Truy cập ngày 11 tháng 11 năm 2012.
4. ↑  Bộ đôi chiến hạm Việt sừng sững ở cảng Trung Quốc, Tiền Phong ngày 25/06/2013.
5. ↑  "Работы над фрегатами "Гепард" для Вьетнама близки к завершению". Flot.com. ngày 26 tháng 10 năm 2010. Truy cập ngày 11 tháng 11 năm 2012.
6. ↑  "Russia floats out second Gepard class frigate for Vietnam | Defense | RIA Novosti". En.rian.ru. ngày 16 tháng 3 năm 2010. Truy cập ngày 11 tháng 11 năm 2012.